# Szaturnusz-díj a legjobb televíziós websorozatnak
A legjobb televíziós websorozatnak járó Szaturnusz-díjat évente adja át az Academy of Science Fiction, Fantasy & Horror Films szervezet, a 2016-os, 42. díjátadó óta. A díjjal azokat a televíziós websorozatokat jutalmazzák, melyek olyan, nem hagyományos platformokon jelennek meg, mint például a Netflix, az Amazon vagy a Hulu.

## Győztesek és jelöltek

### 2010-es évek
| Év                  | Magyar cím                           | Eredeti cím                    |
| ------------------- | ------------------------------------ | ------------------------------ |
| 2015 (42. díjátadó) | Daredevil                            | Daredevil                      |
| 2015 (42. díjátadó) | Harry Bosch – A nyomozó              | Bosch                          |
| 2015 (42. díjátadó) | Sárkányok                            | DreamWorks Dragons             |
| 2015 (42. díjátadó) | Az ember a Fellegvárban              | The Man in the High Castle     |
| 2015 (42. díjátadó) | Jessica Jones                        | Marvel's Jessica Jones         |
| 2015 (42. díjátadó) | Powers                               |                                |
| 2015 (42. díjátadó) | Nyolcadik érzék                      | Sense8                         |
| 2016 (43. díjátadó) | Luke Cage                            | Marvel's Luke Cage             |
| 2016 (43. díjátadó) | Stranger Things                      | Stranger Things                |
| 2016 (43. díjátadó) | Harry Bosch – A nyomozó              | Bosch                          |
| 2016 (43. díjátadó) | Az ember a Fellegvárban              | The Man in the High Castle     |
| 2016 (43. díjátadó) | Daredevil                            | Daredevil                      |
| 2016 (43. díjátadó) | A balszerencse áradása               | A Series of Unfortunate Events |
| 2017 (44. díjátadó) | Star Trek: Discovery                 | Star Trek: Discovery           |
| 2017 (44. díjátadó) | Valós halál                          | Altered Carbon                 |
| 2017 (44. díjátadó) | Fekete tükör                         | Black Mirror                   |
| 2017 (44. díjátadó) | A szolgálólány meséje                | The Handmaid's Tale            |
| 2017 (44. díjátadó) | Mindhunter – Mit rejt a gyilkos agya | Mindhunter                     |
| 2017 (44. díjátadó) | Philip K. Dick’s Electric Dreams     |                                |
| 2017 (44. díjátadó) | Stranger Things                      | Stranger Things                |

## Rekordok

### Többszörös jelölések
két jelölés
- Daredevil
- Az ember a Fellegvárban
- Harry Bosch – A nyomozó
- Stranger Things

## Fordítás
- Ez a szócikk részben vagy egészben  a   Saturn Award for Best New Media Television Series című angol Wikipédia-szócikk fordításán alapul.  Az eredeti cikk szerkesztőit annak laptörténete sorolja fel. Ez a jelzés csupán a megfogalmazás eredetét és a szerzői jogokat jelzi, nem szolgál a cikkben szereplő információk forrásmegjelöléseként.